# 烏茲根

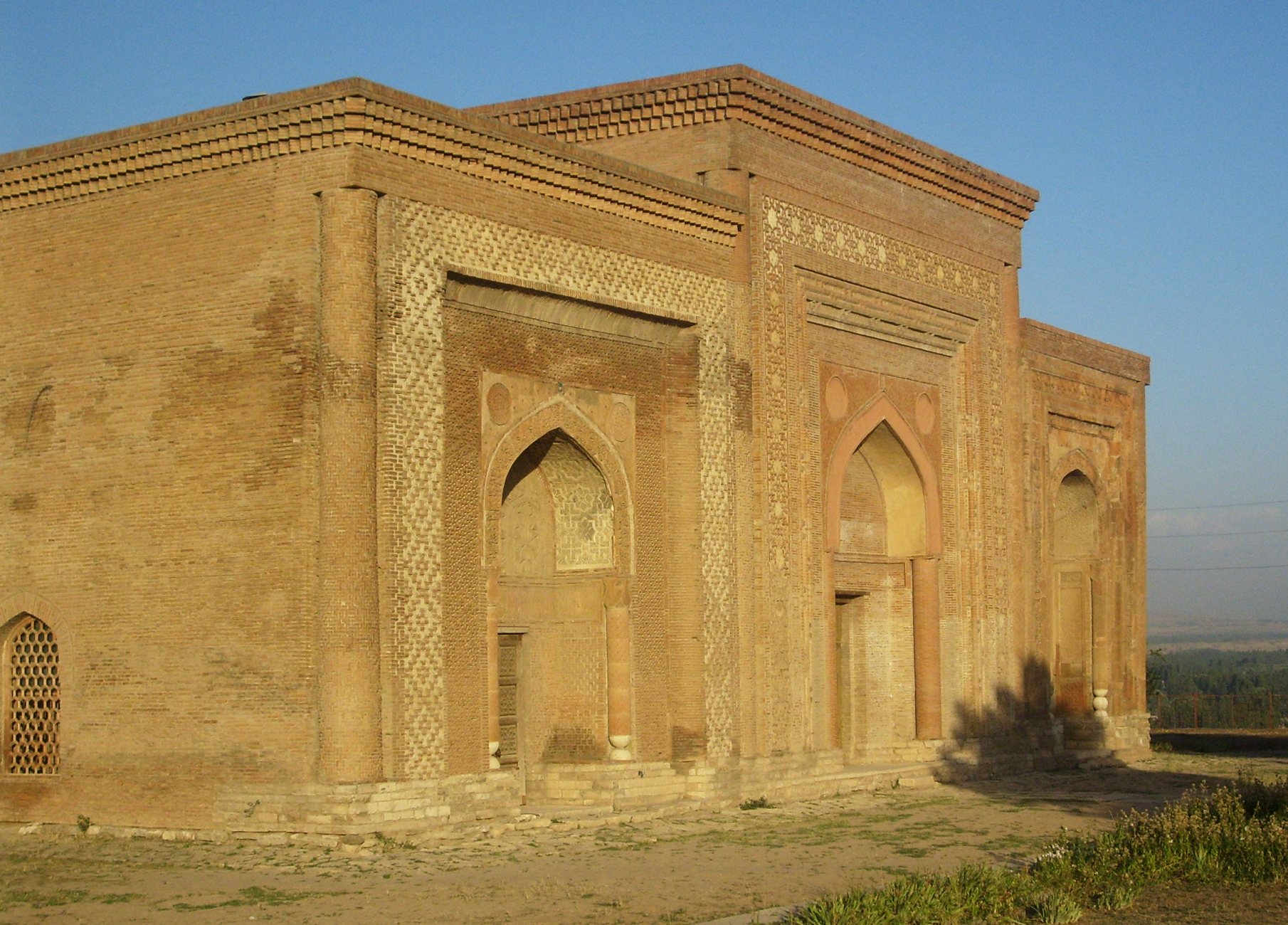

烏茲根是吉爾吉斯的城鎮，由奧什州負責管轄，位於該國西部卡拉達里亞河畔，距離首府奧什54公里，面積9.2平方公里，海拔高度1,025米，2009年人口49,410。

## 外部連結
- ÖZGÄND[], Encyclopædia Iranica